# Leihimmunität
Die Leihimmunität ist eine frühe Form der Immunität, die über plazentagängige Antikörper vom Typ Immunglobulin G von der Mutter über die Plazenta (Mutterkuchen) im Mutterleib auf das ungeborene Kind übertragen wird. Sie ist Teil des Nestschutzes und soll das Kind nach der Geburt bis zur Ausbildung eines eigenen Immunsystems, die zwischen dem vierten und sechsten Lebensmonat durch die eigene Bildung von Antikörpern vom Typ Immunglobulin M und Immunglobulin G stattfindet, vor Infektionen schützen. Die Schutzfunktion der Leihimmunität unterliegt einer zeitlichen Beschränkung, weil die Antikörper vom Säugling schon in den ersten Monaten nach der Geburt allmählich abgebaut werden.